# Alexandre Deschapelles
Alexandre-Louis-Honoré-Lebreton Deschapelles (Ville-d'Avray, 7 de março de 1780 — Paris, 27 de outubro de 1847) foi um enxadrista francês, considerado como um dos mais fortes enxadrista da época, após a morte de Philidor. Durante quinze anos foi considerado o indiscutível campeão do Café de la Régence.
Apesar de ter sido um jogador brilhante, Deschapelles não representou um grande avanço na teoria do xadrez por considerar o estudo de aberturas uma perda de tempo. Ele abandonou o xadrez após perder para o seu pupilo La Bourdonnais, em 1824.